# VEB.RF
VEB.RF o VEB, in russo ВЭБ.РФ (ex-Vnešeconombank)?, è una società statale russa, fondata nel 2007 come istituto di sviluppo. Per legge del 2008, il primo ministro russo è il presidente del consiglio di sorveglianza della VEB.
Nel febbraio 2022, il presidente degli Stati Uniti, Joe Biden ha annunciato sanzioni contro la banca in seguito all'invasione russa dell'Ucraina.

## Storia

### Vneštorgbank (Banca del commercio estero) (1922–1988)
Il 18 agosto 1922, il finanziere svedese Olof Aschberg fondò la prima banca internazionale dell'Unione Sovietica, Roskombank (in russo Роскомбанк?; "Banca commerciale russa") e il suo statuto fu approvato con un decreto del Consiglio del lavoro e della difesa il 19 ottobre 1922.
Il 7 aprile 1924, la banca fu ribattezzata Vneštorgbank (in russo  Внешторгбанк?; "Vneštorgbank dell'URSS" o "Banca del commercio estero dell'URSS"), una banca per azioni.

### Vnešeconombank (Banca per gli affari economici esteri)
Nel 1988 fu ribattezzata Vnešeconombank dell'URSS ("Banca per gli affari economici esteri dell'URSS").
Il 17 dicembre 1991 i conti della Vnešeconombank furono congelati per mancanza di fondi.
Per circa sette anni, negli anni '90, l'obščak («общак») o "denaro nero" del Cremlino fu conservato nei caveau della Vnešeconombank (VEB) perché la VEB era diventata, affermò Viktor Geraščenko nel 1992, un'agenzia per la restituzione del debito statale dell'URSS in seguito ad un decreto del Soviet Supremo: "Vnešeconombank non ha la licenza di banca centrale. Non ne ha bisogno, poiché non effettua alcuna operazione commerciale". E ha aggiunto: "A causa della mancanza di licenza, questa è l'unica banca russa che la Banca Centrale non controlla, non ne ha il diritto".
Nel 2002, la Vnešeconombank è stata ristrutturata, dando una priorità maggiore al sostegno delle riforme strutturali del governo. Nell'aprile 2002 la VEB è stata nominata agente della Vnešeconombank per investire il patrimonio temporaneamente libero del Fondo pensione in titoli denominati in valuta estera e nel gennaio 2003 è stata creata una suddivisione strutturale speciale per la gestione dei fondi pensione. La VEB è stata nominata la "Società di gestione fiduciaria statale" responsabile dell'investimento dei fondi pensione russi.
Dal 2005 al 2006, sia le attività che le passività della banca sono raddoppiate da circa 6 miliardi di dollari a 12 miliardi di dollari, e il reddito è aumentato da 239 milioni di dollari a 301 milioni di dollari.

### Banca di sviluppo (2007–2018)
Nell'aprile 2007, la Duma di Stato russa ha approvato la legge federale "Sulla banca per lo sviluppo", che regolava le condizioni legali della VEB e ne faceva una banca statale per lo sviluppo.Vladimir Putin ha aumentato i prestiti quando è diventato presidente del consiglio di sorveglianza della VEB nel 2008, come fondi fuori bilancio, utilizzati per rimandare le spese di bilancio.
Nel luglio 2014, il Dipartimento del Tesoro degli Stati Uniti ha imposto sanzioni economiche che hanno fortemente limitato le persone e le entità statunitensi dal fare affari con VEB dopo i disordini filo-russi del 2014 in Ucraina. Tra il 2014 e il 2017, il Ministero delle finanze russo ha speso 10 miliardi di dollari per la banca.
La VEB ha subito ingenti perdite nel 2014-2015, portando a un piano di salvataggio governativo di 330 miliardi di rubli nel 2015, seguito da 150 miliardi di rubli nel 2016 e un importo simile ipotizzato per il 2017. VEB è stato il principale finanziatore per le Olimpiadi invernali del 2014 e molti dei prestiti originati dai giochi non hanno rispettato le previsioni di rendimento originali o hanno dovuto essere ristrutturati.
Nel marzo 2016, alla banca è stato promesso un piano di salvataggio da 2,2 miliardi di dollari da parte del governo russo. Sergey Gorkov, ex dirigente senior di Sberbank, è stato nominato alla guida della VEB e ha elaborato una strategia di risanamento che includeva la vendita di asset non strategici. Inizialmente il governo aveva offerto la posizione a German Gref, che rifiutò.
Nel marzo 2017, l’Ucraina ha imposto sanzioni alla Vnešeconombank (e ad altre banche statali russe che operano in Ucraina: Sberbank, VTB Bank, VS Bank, Prominvestbank e BM Bank) come parte delle sue continue sanzioni contro la Russia per l’annessione della Crimea e il suo coinvolgimento nella guerra nel Donbass.  Successivamente, a partire dall'agosto 2017, la banca ha tentato di vendere la sua filiale ucraina ma senza successo.  A Sochi nel febbraio 2018, Sergej Gorkov di Vnešeconombank ha dichiarato di sperare di vendere la sua filiale ucraina, Prominvestbank, entro maggio 2018.
Nel 2017, il debito della banca era di 17 miliardi di dollari, di cui 14,2 miliardi in Ucraina. Nel gennaio 2017, Gorkov ha pubblicato la "Strategia 2021" della banca, che prevedeva l'alleggerimento delle sanzioni, la ripresa dei prestiti negli Stati Uniti e lo spostamento dei rischi sul bilancio del governo. Secondo un rapporto pubblicato dal New York Times nel maggio 2017, il 40% dei prestiti della banca era a rischio di default.

### State Development Corporation (dal 2018)
Nel maggio 2018, Igor' Šuvalov ha sostituito Gorkov come nuovo presidente della VEB. Nel luglio 2018, la banca ha richiesto un ulteriore piano di salvataggio di 16 miliardi di dollari al governo russo. Nell'ottobre 2018 la banca ha annunciato l'intenzione di cambiare marchio, modificando la sua denominazione in "Istituto nazionale per lo sviluppo" e confermando che le sarebbero stati concessi 600 miliardi di rubli (9,1 miliardi di dollari) in sussidi dal bilancio federale entro il 2024, oltre ai 125 miliardi di rubli ricevuti nel 2018. L'utile netto per il 2018 ammonta a 3,85 miliardi di rubli dopo una perdita di 200,4 miliardi di rubli l'anno precedente.
Nel 2019, dopo un lungo periodo in cui VEB.RF invece di finanziare nuovi progetti si è impegnata nel servizio di asset in sofferenza, nel portafoglio della società statale sono comparsi nuovi progetti di investimento. Nell'ambito della VEB.RF si è proceduto allo sviluppo del deposito di rame dei monti Udokan (490 milioni di dollari), alla produzione di acido solforico presso la fabbrica "KujbyševAzot" e all'espansione della capacità della "Ščekinoazot" per la produzione di metanolo (la partecipazione totale della società è di 8,5 miliardi). VEB.RF ha iniziato a finanziare il progetto di costruzione di sei navi di grande tonnellaggio presso il super cantiere navale Zvezda vicino a Vladivostok. Anche VEB.RF, Gazprombank e Sberbank hanno annunciato il finanziamento dello sviluppo dell'area Talickij del deposito di potassio di Verchnekamsk a Perm'. VEB.RF e Sberbank si sono impegnate a fornire un prestito sindacato per la modernizzazione degli aeroporti regionali del gruppo Novaport in sei città della Russia e, insieme a Rockwell Capital, a costruire la più grande cartiera in Siberia.